# Цибульковка
Цибу́льковка (укр. Цибульківка) — село,
Цибульковский сельский совет,
Царичанский район,
Днепропетровская область,
Украина.
Код КОАТУУ — 1225685001. Население по переписи 2001 года составляло 381 человек.
Является административным центром Цибульковского сельского совета, в который, кроме того, входят сёла
Егорино,
Зубковка,
Катериновка,
Новосёловка,
Плавещина,
Саловка и посёлок
Молодёжное.

## Географическое положение
Село Цибульковка находится на расстоянии в 0,5 км от сёл Плавещина, Новосёловка и Саловка.
Вокруг села много заболоченных озёр.